# دهستان گنبد علوی
دهستان گنبد علوی، دهستانی در بخش‌مرکزی شهرستان دَلگان استان سیستان و بلوچستان ایران است. مرکز این دهستان روستای گنبد علوی است.
طبق مصوبات و گزارشهای مردمی 
احتمال تغییر بخش به روستای فعال گنبد سه پایه زیاد می باشد

## تاریخ تشکیل
در سال ۱۳۶۸ بخش دلگان شهرستان ایرانشهر به شهرستان ارتقاء یافت و طبق تقسیمات جدید دهستان گنبد علوی نیز به مرکزیت گنبد علوی تشکیل شد.
این دهستان از ترکیب روستاها، مزارع و مکان‌های: ۱- چاه شورک ۲- سه‌پایه زیارت ۳- قاسم‌آباد ۴- کومان ۵ - کهنک ۶ - چیل کنار ۷- چاه دازه ۸ - چاه کیچی ۹- گنبد علوی حمید اباد .گزشاهان که پیش از این در تابعیت بخش دلگان شهرستان ایرانشهر قرار داشتند ایجاد گردید.